# Ministro di Stato della Svezia
Il Ministro di Stato della Svezia (in svedese Sveriges statsminister) è il capo del governo del Regno di Svezia. Viene nominato dal presidente del Parlamento (e non dal sovrano come avviene in altre monarchie parlamentari) in seguito a consultazioni con le forze politiche presenti nell'aula parlamentare.

## Nomina
Ogni volta che un ministro di Stato si dimette, muore o è costretto dal Riksdag a lasciare l'incarico, il presidente del Riksdag chiede al ministro di Stato uscente (o al suo sostituto) di rimanere in carica per il disbrigo degli affari correnti fino all'elezione di un successore. Il presidente procede quindi a consultazioni con i leader del partito e nomina un ministro di Stato designato, che viene sottoposto all'approvazione del Riksdag. Se il ministro di Stato designato viene approvato, può procedere con la scelta dei ministri che comporranno il governo.

## Ruolo e funzioni
Il ministro di Stato nomina i ministri e guida l'azione politica del governo. Può sciogliere il Riksdag, anche dopo aver ricevuto un voto di sfiducia, tranne che durante i primi tre mesi dopo le elezioni.
Costituzionalmente, la posizione del ministro di Stato svedese è più forte di quella delle sue controparti danese e norvegese. Dal 1975 è infatti sia de iure che de facto il vertice del potere esecutivo, con poteri e doveri specificamente elencati nello Strumento di governo. Nelle due vicine monarchie scandinave il monarca è il capo nominale dell'esecutivo, ma è tenuto per convenzione ad agire su consiglio dei ministri. Tuttavia, il cosiddetto compromesso di Torekov raggiunto nel 1971 dai principali partiti politici, codificato con lo strumento di governo entrato in vigore nel 1975, privò il monarca svedese anche del ruolo nominale negli affari governativi, codificando così le pratiche reali che erano state in atto sin dall'istituzione definitiva del governo parlamentare nel 1917.